# L’oracolo in Messenia
L’oracolo in Messenia (deutsch: ‚Das Orakel in Messenien‘; RV 726) ist eine Opera seria (Originalbezeichnung: „Dramma per musica“) in drei Akten von Antonio Vivaldi (Musik) nach dem Libretto Merope von Apostolo Zeno. Sie wurde am 28. oder 30. Dezember 1737 (Karnevalssaison 1738) im Teatro Sant’Angelo in Venedig uraufgeführt. Nur das Libretto und einzelne Arien sind erhalten. Eine überarbeitete Fassung wurde zur Karnevalssaison 1742 im Theater am Kärntnertor in Wien gezeigt.

## Handlung

### Vorgeschichte
Apostolo Zeno stellte dem Libretto zu Merope ein längeres „Argomento“ mit der Vorgeschichte, den verwendeten historischen Quellen und der Inhaltsangabe voran, das hier nicht vollständig wiedergegeben werden kann. Der Text behandelt eine Episode aus der griechischen Mythologie um die Nachfahren des Herakles, die in dem nicht erhaltenen Schauspiel Cresphones des Euripides geschildert wurde und zu Vivaldis Zeiten durch die Fabulae von Gaius Iulius Hyginus (Kapitel 137) bekannt war. Zeno bezog sich außerdem auf Kommentare von Aristoteles, Plutarch und Apollodorus.:631
Zehn Jahre vor Beginn der Handlung lässt Polifonte durch seinen Vertrauten Anassandro den messenischen König Cresfonte und seine Söhne ermorden und ergreift selbst die Macht. Lediglich der jüngste Sohn Epitide kann dem Massaker entgehen. Er wächst im Exil in Ätolien am Hof von König Tideo auf, wo er sich in dessen Tochter Argia verliebt. Um seine Herrschaft zu legitimieren, will Polifonte die Königswitwe Merope zur Frau nehmen. Diese verlangt allerdings eine Wartezeit von zehn Jahren, die nun vergangen ist. Argia wurde inzwischen entführt und an den Königshof nach Messene verschleppt.

### Kurzfassung
Erster Akt. Epitide kehrt in seine Heimat zurück, um den Tod seines Vaters und seiner Brüder zu rächen und seinen rechtmäßigen Anspruch auf die Herrschaft in Messenien durchzusetzen. Er tritt vorsichtshalber zunächst unter dem Pseudonym Cleone auf. Die Gegend wird zu dieser Zeit von einem wilden Eber verwüstet, und Epitide tritt an, diesen zu besiegen. Ein Orakel verheißt, dass an diesem Tag nicht nur ein Ungeheuer, sondern gleich zwei vernichtet würden und der Befreier eine „hochgeborene Sklavin“ heiraten werde. Der ätolische Botschafter Licisco droht Polifonte mit Krieg, sollte dieser nicht Prinzessin Argia unverzüglich freilassen. Außerdem verbreitet er die falsche Nachricht vom Tod Epitides, den er insgeheim unterstützt. Merope ist verzweifelt und wütend, dass sie den Mörder ihres Gatten heiraten muss. Sie beauftragt ihren Vertrauten Trasimede, Anassandro festzunehmen. Argia, die dem Orakelspruch zufolge dem Bezwinger des Ebers zur Frau gegeben werden soll, beharrt ebenfalls auf ihrem freien Willen. Polifonte trägt Anassandro auf, das Gerücht zu verbreiten, dass Merope selbst den Mord an ihrer Familie angeordnet habe.
Zweiter Akt. Epitide/Cleone hat den Eber erlegt und wird vom Volk gefeiert. Er weist eine Umarmung des Königs zurück, küsst aber die Hand seiner Mutter Merope, ohne sich dieser zu erkennen zu geben. Dies habe er in Delphi dem nach einem Räuberangriff tödlich verletzten Epitide versprochen. Merope glaubt ihm nicht. Sie hält ihn selbst für den Mörder ihres Sohnes und schwört Rache. Polifonte hingegen verspricht ihm als Lohn die Hand einer Prinzessin. Epitide weiß nicht, wie er damit umgehen soll, da er noch immer Argia liebt. Anassandro gesteht Merope den Mord an der Königsfamilie, will die Hintergründe aber nur in einer öffentlichen Verhandlung bekanntgeben. Epitide und Argia fallen sich glücklich in die Arme. Sie wird seine Tarnung vorerst aufrechterhalten. Bei der Verhandlung behauptet Anassandro, er habe die Königsfamilie auf Befehl Meropes getötet. Polifonte verurteilt sie unverzüglich zum Tod. Anassandro informiert Polifonte darüber, dass Cleone in Wirklichkeit sein Feind Epitide sei. Obwohl der König ihm dafür dankt, lässt er Anassandro ebenfalls einkerkern.
Dritter Akt. Polifonte fordert Argia auf, Cleones wahre Identität vor Merope geheim zu halten. Sie würde ihm sonst wie ihren anderen Söhnen nach dem Leben trachten. Anschließend bereitet er Anassandros Hinrichtung vor. Diese wird jedoch von Licisco unterbrochen, da Anassandro ihm gegenüber seine Lügen zugibt und Licisco ihn als Zeugen braucht. Merope soll auf Anordnung Polifontes selbst die Strafe für den vermeintlichen Mörder ihres Sohnes festlegen. Sie lässt Cleone/Epitide kommen, um ihn zur Rede zu stellen, und befiehlt Trasimede, ihn zu töten, sobald er ihr Zimmer wieder verlässt. Epitide gibt sich seiner Mutter zu erkennen. Da sie ihm nicht glaubt, lässt er Argia hinzuholen. Diese verleugnet ihn jedoch, da sie Merope nicht traut. Er verlässt verzweifelt den Raum. Merope teilt Argia mit, dass Trasimede ihn in diesem Moment töten würde. Jetzt bleibt Argia nichts anderes übrig, als die Wahrheit zu offenbaren. Merope will die Hinrichtung im letzten Augenblick verhindern, wird aber von Polifonte aufgehalten, der ihr höhnisch zuruft, dass sie gerade ihren eigenen Sohn getötet habe. Zu ihrer eigenen Hinrichtung soll Merope an die Leiche ihres Sohnes gekettet werden. Dieser erweist sich jedoch als quicklebendig, da Licisco ihn gerettet hat. Anassandro offenbart die wahren Hintergründe des Massakers. Epitide ergreift die Macht und verurteilt Polifonte. Anassandros Strafe wird abgemildert. Alle feiern die Erfüllung des Orakels.

### Erster Akt
Altertümlicher Ort in Messene mit einem Thron; im Hintergrund ein Tempel mit verschlossenen Türen, die sich dann öffnen; darin eine Statue des Herakles mit Pappelkranz und in der Mitte ein Altar
Szene 1. Epitide, Sohn des ermordeten Königs Cresfonte und der Königin Merope, beklagt sein Schicksal. Nach dem Tod seines Vaters und seiner Brüder hatte er als einziger Überlebender ins Exil fliehen müssen, während Polifonte die Macht an sich riss. Jetzt ist er unter dem falschen Namen Cleone in seine Heimat zurückgekehrt, um den Tod seines Vaters zu rächen.
Szene 2. Trasimede und weitere Einwohner Messenes flehen den Götzen um Beistand an (Chor: „Su su Messeni“), da ein wilder und offenbar unbesiegbarer Eber den Landstrich verwüstet.
Szene 3. König Polifonte tritt mit seinem Gefolge aus dem Tempel und nimmt auf dem Thron Platz. Er verkündet, dass der Himmel die Opfer angenommen habe, und übergibt Trasimede den geschriebenen Orakelspruch. Trasimede liest vor: „Messene hat zwei Ungeheuer. Beide werden heute fallen, das eine durch Tugend, das andere durch Wut. Bald werden die hochgeborene Sklavin und der fromme Befreier im heiligen Bund vereint sein.“ Polifonte fordert die Anwesenden auf, den Kampf gegen den Eber zu wagen. Da tritt Epitide vor. Er will allein und unbewaffnet gegen das Ungeheuer antreten, ohne einen anderen Lohn als die Rettung des Volkes zu erwarten (Arie Epitide: „Dono d’amica sorte“).
Szene 4. Polifonte bittet Trasimede, die Königin auf die zeremonielle Hochzeit vorzubereiten, die noch heute stattfinden soll (Arie Trasimede: „L’amore fedele dell’alma costante“).
Szene 5. Der ätolische Botschafter Licisco überreicht Polifonte einen Brief seines Königs Tideo, in dem dieser sich darüber beschwert, dass Polifonte seine Tochter Argia entführt habe. Sollte sie nicht unverzüglich freigelassen werden, werde er Messene den Krieg erklären. Außerdem informiert ihn Licisco über den angeblichen Tod Epitides. Polifonte zeigt geheuchelte Trauer über diese Nachricht (Arie Polifonte: „Tutti i pensieri impegno“).
Szene 6. Licisco weiß genau, dass Epitide noch lebt, denn er ist mit ihm verbündet und will ihm helfen, den Tyrannen zu stürzen und sein rechtmäßiges Erbe anzutreten (Arie Licisco: „Sin che il tiranno scendere“).
Abgelegene Gegend mit Geheimtür
Szene 7. Merope ist verzweifelt, dass sie den Mörder ihres Gatten und ihrer Söhne heiraten soll.
Szene 8. Trasimede rät Merope, ihren Schmerz zu überwinden und gemeinsam mit Polifonte zu herrschen. Sie erinnert ihn an die Treue, die er ihr einst geschworen hat, und fordert ihn auf, Polifontes schurkenhaften Handlanger Anassandro aufzuspüren und festzunehmen.
Szene 9. Argia teilt Meropes Aussicht auf eine erzwungene Ehe. Sie soll auf Geheiß des Orakels den Bezwinger des Ebers heiraten, obwohl sie sich geschworen hat, ihrem Geliebten Epitide treu zu bleiben. Sie ahnt nicht, dass es sich bei dem vermeintlichen Cleone um diesen selbst handelt.
Szene 10. Argia beharrt auch Polifonte gegenüber auf ihrem festen Willen, ihren Gatten selbst zu wählen (Arie Argia: „Se mi vedi nel mio petto“).
Szene 11. Auch Merope zeigt Polifonte offen ihren Abscheu. Der Tyrann streitet jede Schuld an der Ermordung ihrer Familie ab. Dies sei die Tat ihres eigenen Dieners Anassandro gewesen. Merope weiß jedoch, dass Anassandro lediglich Polifontes „Werkzeug“ war. Sie ruft die Furien, Hass, Tod und Wut zu Zeugen ihrer Vermählung an (Arie Merope: „Barbaro traditor“).
Szene 12. Polifonte schickt die Wachen fort, schließt die Zimmertür ab und öffnet eine Geheimtür zu einer Kammer, in der sich Anassandro versteckt gehalten hat. Er beauftragt ihn, die Königin öffentlich des Mordes an ihrer Familie zu beschuldigen (Arie Anassandro: „Con inganno fortunato“).
Szene 13. Polifonte schickt Epitide auf seine Mission gegen den Eber.
Szene 14. Epitide sehnt sich nach seiner Geliebten Argia (Arie Epitide: „Sarebbe un bel diletto“).

### Zweiter Akt
Platz von Messene
Szene 1. Nach seinem Sieg über den Eber wird Epitide feierlich vom Volk empfangen. Eine freundschaftliche Umarmung Polifontes weist er mit einer Ausrede zurück. Meropes Hand küsst er jedoch. Diese wird bei seinem Anblick von einer ungewohnten Erregung ergriffen, die sie sich nicht erklären kann. Epitide behauptet, er heiße Cleone und sei in Delphi auf einen von Räubern schwer verletzten Jüngling getroffen. Der habe ihn vor seinem Tod gebeten, seine Besitztümer Polifonte und Merope zu bringen und letztere in seinem Namen zu küssen. Merope glaubt, es habe sich um ihren Sohn gehandelt und Cleone habe diesen selbst ermordet. Sie schwört ihm Rache (Arie Merope: „Tu crudel tu tuo vuoi ch’io sia“).
Szene 2. Epitide zeigt sich verwundert darüber, dass Merope so wütend über den Tod des einen Sohnes ist, obwohl sie doch selbst ihre übrige Familie ermordet haben soll. Polifonte erklärt dies damit, dass Frauen das Lügen sehr leicht falle. Außerdem verspricht er ihm zur Belohnung für seine Verdienste die Hand einer Prinzessin. Die Hochzeit soll noch am selben Tag stattfinden (Arie Polifonte: „S’al cader del mostro orrendo“).
Szene 3. Epitide weiß nicht, wie er auf diese Nachricht reagieren soll, da er nur Argia liebt. Licisco beruhigt ihn: Bei der versprochenen Braut handele es sich um dieselbe. Er erinnert Epitide außerdem an das Schicksal seiner Familie und die Gefahr, die ihm weiterhin droht (Arie Epitide: „So ch’è vezzosa“).
Szene 4. Epitide fühlt sich von den widersprüchlichen Gefühlen der Liebe und des Rachedursts hin- und hergerissen (Arie Epitide: „Quell’usignuolo“).
Königliches Gemach
Szene 5. Trasimede berichtet Merope von der Festnahme Anassandros.
Szene 6. Anassandro wird in Ketten vorgeführt. Er leugnet seine Taten nicht, will die Hintergründe aber nur der Öffentlichkeit bekennen. Sein Trost sei es, dass ein anderer mit ihm sterben werde.
Szene 7. Trasimede ist bereit, seine heimliche Liebe zu Merope der Pflicht zu opfern (Arie Trasimede: „Taci pur mio core amante“).
Saal mit einem Thron und Sitzen
Szene 8. Epitide und Argia können sich endlich wieder in die Arme fallen. Epitide bittet sie, seine Tarnung noch nicht aufzudecken (Arie Argia: „Tu mi lusinghi“).
Szene 9. Merope, Trasimede, Licisco und Polifonte treffen ein. Die Königin beschwert sich bei Polifonte über die falschen Anschuldigungen Anassandros. Polifonte legt die Krone auf den Thron und weist darauf hin, dass hier Aussage gegen Aussage stehe. Dem Gesetz zufolge gebühre die Krone dem Schuldlosen, der Tod hingegen dem Schuldigen.
Szene 10. Anassandro wird in Ketten hereingeführt. Er bekennt öffentlich, Cresfonte und seine Söhne getötet zu haben, doch sei dies auf Befehl Meropes geschehen. Das reicht Polifonte als Beweis. Er lässt Merope festnehmen, ergreift die Krone und geht ab. Merope ist erschüttert (Arie Merope: „Un labbro un core non v’è“).
Szene 11. Epitide ruft das Volk auf, Mitgefühl für die verurteilte Königin zu zeigen und stichhaltigere Beweise für ihre Schuld einzufordern als nur die Anklage eines Verräters (Arie Epitide: „Chi condanna il reggio sangue“).
Szene 12. Licisco schließt sich Epitide an. Auch Trasimede will für Merope sprechen, wird aber von Polifonte zurechtgewiesen. Er soll ihre Hinrichtung persönlich vollziehen.
Szene 13. Anassandro warnt Polifonte vor dem vermeintlichen Cleone, der in Wirklichkeit sein größter Feind Epitide sei. Polifonte verspricht Anassandro eine würdige Belohnung für seine Treue, lässt ihn dann aber einkerkern.
Szene 14. Trotz seines drohenden Todes genießt Anassandro seine Freveltaten, die ihn im Gedächtnis der Menschen unsterblich machen werden (Arie Anassandro: „Sento già ch’invendicata“).

### Dritter Akt
Liebliche Gegend bei den königlichen Gärten; an einer Seite ein einzelner großer Baum
Szene 1. Polifonte teilt Argia mit, dass er über die wahre Identität Cleones Bescheid weiß. Er bittet sie, seiner Mutter nichts davon zu sagen, da diese ihm sonst wie schon seinen Brüdern und seinem Vater nach dem Leben trachten würde. Argia ist fest entschlossen, Epitide zu schützen (Arie Argia: „Spera quest’alma amante“).
Szene 2. Polifonte lässt Anassandro an einen Baum fesseln und befiehlt seinen Bogenschützen, ihn zu töten.
Szene 3. Anassandro offenbart Licisco, dass er im Auftrag Polifontes gehandelt habe und Merope unschuldig sei. Damit die Hintergründe aufgeklärt werden können, verschiebt Licisco die Exekution und lässt Anassandro losbinden.
Szene 4. Licisco sorgt sich um Merope und Epitide (Arie Licisco: „Torbido nembo freme“).
Gemächer Meropes
Szene 5. Merope hat einen Brief Polifontes erhalten, in dem dieser ihr Cleone ausliefert. Sie selbst soll die Strafe für den angeblichen Mörder ihres Sohnes wählen. Sie fordert Trasimede auf, ihn zu holen und zu töten, sobald er ihr Zimmer wieder verlässt (Arie Trasimede: „S’in campo armato“).
Szene 6. Merope konfrontiert Epitide mit seinen angeblichen Taten. Der kann nun nicht länger schweigen und gibt sich seiner Mutter zu erkennen. Da sie ihm keinen Glauben schenkt, bittet er sie, Argia hinzuzuholen, die seine Aussagen bestätigen werde.
Szene 7. Argia verleugnet Epitide, da sie Polifontes Warnung vor seiner angeblich mörderischen Mutter Glauben schenkt und ihn nicht in Gefahr bringen will. Epitide geht verzweifelt ab (Arie Epitide: „Sposa non mi conosci“).
Szene 8. Merope teilt Argia mit, dass Cleone, der Mörder Epitides, in diesem Augenblick hingerichtet werde. Um dies zu verhindern, bestätigt Argia nun, dass Cleone selbst Epitide ist. Merope will hinauseilen, um Trasimede von der Tat abzuhalten. Sie wird jedoch von Polifonte aufgehalten.
Szene 9. Merope wirft Polifonte seine Täuschung vor.
Szene 10. Trasimede kehrt zurück und verkündet, dass er ihren Befehl ausgeführt habe. Merope sucht vergeblich Trost bei Argia, die empört das Zimmer verlässt. Polifonte ruft ihr höhnisch zu, dass sie ihren eigenen Sohn getötet habe, und geht ebenfalls.
Szene 11. Allein zurückgeblieben, überlässt sich Merope ihrem Schmerz (Merope: „Il colpo che attendo“ – „La sul torbido Acheronte“).
Königlicher Salon mit großem Vorhang
Szene 12. Polifonte teilt Merope mit, dass Epitide hinter dem Vorhang aufgebahrt sei. Sie soll zu ihrer eigenen Hinrichtung an seine Leiche gekettet werden.
Szene 13 „ultima“. Auf einen Wink Polifontes wird der Vorhang geöffnet und der Rest des Salons sichtbar. Darin befinden sich der von Licisco gerettete Epitide, Argia und Anassandro mitsamt einer Gruppe von Messeniern und Soldaten. Epitide deckt Polifontes Verbrechen auf, die Anassandro als Kronzeuge bestätigt. Als rechtmäßiger König verurteilt er Polifonte zum Tode und lässt ihn abführen. Anassandros Todesurteil hingegen wird in eine Verbannung abgemildert. Die übrigen feiern Epitides Rückkehr. Er hat den Spruch des Orakels erfüllt und das Land von beiden Ungeheuern befreit (Chor „Dopo l’orribile“).

## Gestaltung

### Musiknummern
Die Oper enthält die folgenden Musiknummern:
Erster Akt
- Szene 2. Chor: „Su su Messeni“
- Szene 3. Arie (Epitide): „Dono d’amica sorte“
- Szene 4. Arie (Trasimede): „L’amore fedele dell’alma costante“
- Szene 5. Arie (Polifonte): „Tutti i pensieri impegno“
- Szene 6. Arie (Licisco): „Sin che il tiranno scendere“
- Szene 10. Arie (Argia): „Se mi vedi nel mio petto“
- Szene 11. Arie (Merope): „Barbaro traditor“ – vgl. Il Tamerlano RV 703 III:4
- Szene 12. Arie (Anassandro): „Con inganno fortunato“
- Szene 14. Arie (Epitide): „Sarebbe un bel diletto“ – vgl. Catone in Utica RV 705 III:3

Zweiter Akt
- Szene 1. Arie (Merope): „Tu crudel tu tuo vuoi ch’io sia“
- Szene 2. Arie (Polifonte): „S’al cader del mostro orrendo“
- Szene 3. Arie (Epitide): „So ch’è vezzosa“
- Szene 4. Arie (Epitide): „Quell’usignuolo“ – Allegro ma non molto (A-Dur); für Streicher und Basso continuo; vgl. Farnace RV 711g II:4
- Szene 7. Arie (Trasimede): „Taci pur mio core amante“
- Szene 8. Arie (Argia): „Tu mi lusinghi“
- Szene 10. Arie (Merope): „Un labbro un core non v’è“
- Szene 11. Arie (Epitide): „Chi condanna il reggio sangue“
- Szene 14. Arie (Anassandro): „Sento già ch’invendicata“

Dritter Akt
- Szene 1. Arie (Argia): „Spera quest’alma amante“[A 2]
- Szene 4. Arie (Licisco): „Torbido nembo freme“
- Szene 5. Arie (Trasimede): „S’in campo armato“
- Szene 7. Arie (Epitide): „Sposa non mi conosci“ – vgl. Il Tamerlano RV 703 II:7
- Szene 11. Arie (Merope): „Il colpo che attendo“
  - Arie (Metrope): „La sul torbido Acheronte“
- Szene 13. Chor: „Dopo l’orribile“

## Werkgeschichte
Eigentlich sahen Antonio Vivaldis Pläne für Ende 1737 die Produktion einer Oper am Teatro Bonacossi in Ferrara vor. Jedoch untersagte ihm der päpstliche Legat Kardinal Ruffo wegen seiner „Freundschaft“ mit der Sängerin Anna Girò das Betreten der Stadt. Vivaldi kehrte nun kurzfristig als Impresario an das Teatro Sant’Angelo nach Venedig zurück.:56
Für seine Oper L’oracolo in Messenia nutzte Vivaldi ein älteres Libretto von Apostolo Zeno. Dieses war erstmals am 9. Januar 1712 unter dem Titel Merope mit Musik von Francesco Gasparini im venezianischen Teatro San Cassiano erklungen und wurde anschließend von vielen Komponisten vertont. Die letzte Produktion in Venedig vor Vivaldi gab es 1734 mit höchstrangiger Besetzung (u. a. sangen die berühmten Kastraten Farinelli und Caffarelli, die Sopranistin Lucia Facchinelli und der Tenor Francesco Tolve) in einer sehr erfolgreichen Vertonung von Geminiano Giacomelli im Teatro San Giovanni Grisostomo. Es war somit ein gewisses Wagnis, dass Vivaldi den nahezu identischen Text wenige Jahre darauf in einer eigenen Fassung vorstellte. Reinhard Strohm schloss aus, dass Vivaldi hier (anders als noch 1735 bei seinem Pasticcio Tamerlano) die bekannten Arien Giacomellis einsetzte.:631f Frédéric Delaméa hielt dies dennoch für wahrscheinlich.:46 Vivaldi hatte diesen Text bereits 1735 in Florenz vorgeschlagen. Falls er ihn nicht in der Zwischenzeit auf eigene Initiative vertont hatte, wären ihm im November 1737 nur zwei Wochen Zeit für die Komposition geblieben,:240 zumal er innerhalb eines Monats eine gesamte Theatersaison vorbereiten musste.:46
Vivaldis Oper wurde am Teatro Sant’Angelo gespielt. Über das genaue Datum der Uraufführung gibt es unterschiedliche Angaben. Das Titelblatt des Libretto trägt eine Angabe vom Karneval 1738. Die Lizenz zum Librettodruck ist mit dem 27. Dezember 1738 datiert. Die Eröffnung der Produktion soll am 28. Dezember stattgefunden haben. Allerdings nennen der Diario ordinario, (Nr. 3190, S. 10) und andere Autoren den 30. Dezember. Das im Libretto abgedruckte „argomento“ ist identisch mit der Urfassung von 1712. Eine Widmung fehlt. Als Komponist ist ausdrücklich „Sig. D. Antonio Vivaldi“ genannt,:629 was vermuten lässt, dass keine oder nur wenig Musik anderer Komponisten verwendet wurde. Nur wenige Arientexte sind auch aus anderen Opern bekannt.:632
Laut Angabe im gedruckten Libretto sangen Giuseppe Rossi (Polifonte), Anna Girò (Merope), Margherita Giacomazzi (Epitide), Catterina Bassi (Argia), Giacomo Zaghini (Trasimede), Dorotea Lolli (Anassandro) und Pasqualin Negri (Licisco).:629
Die Aufführung wurde mit „maximum applause“ und „molto aggradimento“ (‚viel Wohlgefallen‘) bedacht.
Eine geringfügig überarbeitete Fassung wurde zur Karnevalssaison 1742 im Theater am Kärntnertor in Wien gezeigt. Möglicherweise war diese Produktion ein Grund für Vivaldis Reise nach Wien im Jahr 1740. Die Aufführung verzögerte sich jedoch, da nach dem Tod von Kaiser Karl VI. am 20. Oktober 1740 alle Theater geschlossen wurden.:48 Vivaldi selbst starb in Wien am 28. Juli 1741. Dennoch kam es im Folgejahr zu einer postumen Aufführung, bei der er entgegen den dortigen Gepflogenheiten ausdrücklich als Komponist genannt wurde. Wahrscheinlich wirkte Anna Girò auch in dieser Produktion mit. Das Libretto ist weitgehend identisch mit der ursprünglichen Fassung. Der Name „Argia“ wurde hier allerdings durch „Elmira“ ersetzt. Außerdem wurden sieben Arien ausgetauscht oder ergänzt. Vier Originalarien fielen im Gegenzug fort.:633 Es handelte sich also um ein Pasticcio, in dem auch Musik anderer Komponisten erklang. Vermutlich wurden auch Arien aus der Vertonung Giacomellis eingesetzt.
Die Partitur der Oper ist nicht erhalten. Lediglich die Arie des Epitide „Quell’usignuolo“ (II:4) ist separat überliefert. Die Texte von vier Arien kommen auch in anderen Opern Vivaldis vor.
Am 8. Dezember 2011 stellte der Dirigent Fabio Biondi beim Opera Rara Festival in Krakau eine Rekonstruktion der Wiener Fassung von 1742 als Pasticcio mit Arien von Vivaldi, Geminiano Giacomelli, Riccardo Broschi und Johann Adolph Hasse vor. Alle Rezitative und einige Arien stammten aus Giacomellis Merope. Der Mitschnitt einer weiteren Aufführung im Wiener Konzerthaus wurde auf CD veröffentlicht.

## Aufnahmen
- 8. Dezember 2011 – Fabio Biondi (Dirigent), Europa Galante.
 Magnus Staveland (Polifonte), Ann Hallenberg (Merope), Laura Polverelli (Epitide), Romina Basso (Elmira), Julia Lezhneva (Trasimede), Xavier Sabata (Anassandro), Franziska Gottwald (Licisco).
 Live vom Opera Rara Festival in Krakau; Rekonstruktion der Wiener Fassung von 1742 mit Musik von Antonio Vivaldi, Geminiano Giacomelli, Riccardo Broschi und Johann Adolph Hasse.
 Radioübertragung auf BR-Klassik am 28. Februar 2012.
- 13.–15. Januar 2012 – Fabio Biondi (Dirigent), Europa Galante.
 Magnus Staveland (Polifonte), Ann Hallenberg (Merope), Vivica Genaux (Epitide), Romina Basso (Elmira), Julia Lezhneva (Trasimede), Xavier Sabata (Anassandro), Franziska Gottwald (Licisco).
 Live aus dem Wiener Konzerthaus; Rekonstruktion der Wiener Fassung von 1742 mit Musik von Antonio Vivaldi, Geminiano Giacomelli, Riccardo Broschi und Johann Adolph Hasse.
 Erato/Warner Classics 50999 6025472 6 (2 CDs).[9]